# Bäckaskogen

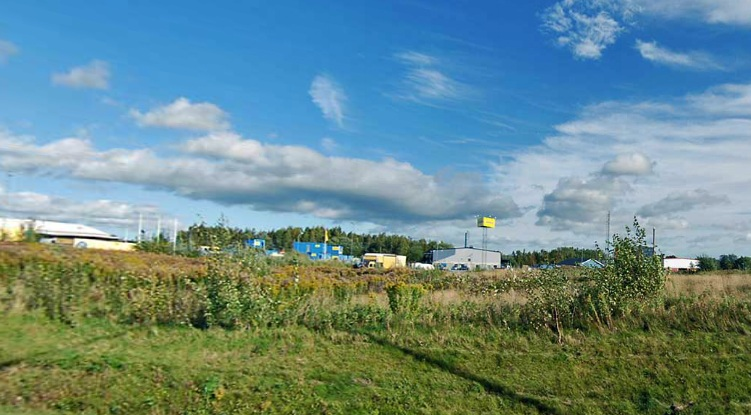
Bäckaskogen sedd från Östra leden

Bäckaskogen är ett industriområde öster om Skövde. I området ligger bland annat Ramirent, Postterminalen och en veterinärmedicinsk klinik.
Området ligger öster om "Östra leden", mitt mellan Aspelund och Timboholm.